# Trzeci rząd Marka Ruttego
Trzeci rząd Marka Ruttego (niderl. Kabinet-Rutte III) – rząd Holandii funkcjonujący od 26 października 2017 do 10 stycznia 2022.
Gabinet powstał po wyborach z 15 marca 2017. Został utworzony przez koalicję Partii Ludowej na rzecz Wolności i Demokracji (VVD), Apelu Chrześcijańsko-Demokratycznego (CDA), Demokratów 66 (D66) i Unii Chrześcijańskiej (CU). Zastąpił drugi rząd dotychczasowego premiera.
W wyniku wyborów z 2017 do Tweede Kamer weszło trzynaście ugrupowań. Do uzyskania większości 76 miejsc w 150-osobowej niższej izbie Stanów Generalnych konieczne było zawarcie koalicji przez co najmniej cztery partie. Początkowo rozmowy prowadziły VVD, CDA, D66 i Zielona Lewica (GL), zakończyły się one jednak niepowodzeniem w maju. Miejsce GL w negocjacjach zajęła wówczas CU. Rozmowy podjęto w czerwcu, wznowiono po kilkutygodniowej przerwie w sierpniu. Funkcję głównego mediatora pełnił wówczas Gerrit Zalm. 9 października ogłoszono zawarcie porozumienia o utworzeniu koalicji rządowej, mającej 76 deputowanych w Tweede Kamer. Proponowany skład rządu ogłoszono około dziesięciu dni później.
Gabinet został zaprzysiężony i rozpoczął urzędowanie 26 października 2017.
15 stycznia 2021 Mark Rutte podał swój rząd do dymisji. Motywował to przyjęciem politycznej odpowiedzialności za nieprawidłowe działanie organów administracji skarbowej, które od 2012 bezzasadnie oskarżyły wiele rodzin o wyłudzanie zasiłków na dzieci. Zadeklarował pozostanie na czele gabinetu do czasu wyłonienia nowego rządu po zaplanowanych na marzec 2021 wyborach.
Wybory odbyły się od 15 do 17 marca 2021. Negocjacje nad nową koalicją trwały przez szereg miesięcy. Ostatecznie gabinet zakończył działalność 10 stycznia 2022, gdy zaprzysiężono czwarty rząd Marka Ruttego.

## Skład rządu

### Ministrowie
- premier: Mark Rutte (VVD)
- wicepremier, minister zdrowia, zabezpieczenia społecznego i sportu: Hugo de Jonge (CDA)
- wicepremier, minister spraw wewnętrznych: Kajsa Ollongren (D66, do 1 listopada 2019, następnie minister bez zakresu obowiązków[10], od 14 kwietnia 2020 ponownie minister spraw wewnętrznych[11], od 14 maja 2020 ponownie również wicepremier[12])
- wicepremier, minister rolnictwa, zasobów naturalnych i żywności: Carola Schouten (CU)
- minister spraw społecznych i zatrudnienia: Wouter Koolmees (D66), od 1 listopada 2019 do 14 maja 2020 również wicepremier
- minister spraw zagranicznych: Halbe Zijlstra (VVD, do 13 lutego 2018), Stef Blok (VVD, od 7 marca 2018 do 25 maja 2021)[13], Sigrid Kaag (D66, od 25 maja 2021 do 17 września 2021)[14], Ben Knapen (CDA, od 24 września 2021)[15]
- minister finansów: Wopke Hoekstra (CDA)
- minister sprawiedliwości: Ferdinand Grapperhaus (CDA)
- minister spraw gospodarczych i polityki klimatycznej: Eric Wiebes (VVD, do 15 stycznia 2021), Bas van ’t Wout (VVD, od 20 stycznia 2021 do 25 maja 2021, następnie minister bez zakresu obowiązków)[16], Stef Blok (VVD od 25 maja 2021)[14]
- minister obrony: Ank Bijleveld (CDA, do 17 września 2021, od 1 listopada 2019 do 14 kwietnia 2020 również minister do spraw służb specjalnych), Henk Kamp (VVD, od 24 września 2021)[17]
- minister edukacji, kultury i nauki: Ingrid van Engelshoven (D66)
- minister infrastruktury i gospodarki wodnej: Cora van Nieuwenhuizen (VVD, do 31 sierpnia 2021), Barbara Visser (VVD, od 31 sierpnia 2021)
- minister spraw wewnętrznych: Raymond Knops (CDA, od 1 listopada 2019 do 14 kwietnia 2020)
- minister bez teki ds. bezpieczeństwa publicznego: Sander Dekker (VVD)
- minister bez teki ds. opieki zdrowotnej: Bruno Bruins (VVD, do 19 marca 2020[18]), Martin van Rijn (niez.[19], od 20 marca 2020[20] do 9 lipca 2020), Tamara van Ark (VVD, do 9 lipca 2020 do 3 września 2021)
- minister bez teki ds. szkolnictwa podstawowego i średniego oraz mediów: Arie Slob (CU)
- minister bez teki ds. handlu zagranicznego i współpracy na rzecz rozwoju: Sigrid Kaag (D66, do 10 sierpnia 2021), Tom de Bruijn (D66, od 10 sierpnia 2021)
- minister bez teki ds. środowiska i mieszkalnictwa: Stientje van Veldhoven (D66, od 1 listopada 2019 do 14 kwietnia 2020)

### Sekretarze stanu
- ds. wewnętrznych: Raymond Knops (CDA, do 1 listopada 2019 oraz od 14 kwietnia 2020)
- ds. obrony: Barbara Visser (VVD, do 31 sierpnia 2021)
- ds. gospodarczych i polityki klimatycznej: Mona Keijzer (CDA, do 25 września 2021), Dilan Yeşilgöz-Zegerius (VVD, od 25 maja 2021)
- ds. finansów: Menno Snel (D66, do 18 grudnia 2019), Alexandra van Huffelen (D66, od 29 stycznia 2020), Hans Vijlbrief (D66, od 29 stycznia 2020)
- ds. infrastruktury i gospodarki wodnej: Stientje van Veldhoven (D66, do 1 listopada 2019 oraz od 14 kwietnia 2020 do 19 lipca 2021), Steven van Weyenberg (D66, od 10 sierpnia 2021)
- ds. sprawiedliwości: Mark Harbers (VVD, do 21 maja 2019), Ankie Broekers-Knol (VVD, od 11 czerwca 2019)
- ds. społecznych i zatrudnienia: Tamara van Ark (VVD, do 9 lipca 2020), Bas van ’t Wout (VVD, od 9 lipca 2020 do 20 stycznia 2021), Dennis Wiersma (VVD, od 10 sierpnia 2021)
- ds. zdrowia, zabezpieczenia społecznego i sportu: Paul Blokhuis (CU)